# How to Touch a Girl
«How to Touch a Girl» —en español: «Cómo se toca a una chica»— es una canción interpretada por la cantante y actriz estadounidense JoJo. Fue lanzado como segundo sencillo de su segundo álbum de estudio The High Road en noviembre de 2006. La canción fue escrita por JoJo, Billy Steinberg, y Josh Alexander, y producida por los últimos dos.
La canción contiene elementos del éxito de 1985 «Saving All My Love For You» de la cantante Whitney Houston.

## Recepción de la crítica
La canción recibió críticas variadas. Bill Lamb llamó la canción como «una perfecta pieza del Teen Pop», mientras que Chuck Taylor de la revista Billboard sólo tuvo palabras en contra diciendo que «...Tiene una estructura similar a un hit anterior.... El título es el más perverso y bizarro...».

## Video musical
El video musical fue dirigido por Syndrome, y lanzado en MTV TRL el 7 de diciembre de 2006.

## Formatos
- Físicos

| U.S. Promo Sencillo en CD |                                       |          |  |
| N.º                       | Título                                | Duración |  |
| 1.                        | «How to Touch a Girl» (Radio Edit)    | 4:02     |  |
| 2.                        | «How to Touch a Girl» (Instrumental)  | 4:30     |  |
| 3.                        | «How to Touch a Girl» (Call Out Hook) | 0:42     |  |

## Funcionamiento en las listas
Aunque la canción apareció en algunas listas musicales pop de varios países del mundo, falló al ingresar a la de Estados Unidos en la Billboard Hot 100 debido a la nula promoción por parte de su sello Blackground Records. De todas maneras, el sencillo ingresó al puesto número cuatro de la Bubbling Under Hot 100 Singles y número setenta y seis de la Billboard Pop 100.

### Semanales
| América del Norte |                                |     |       |
| Estados Unidos    | Bubbling Under Hot 100 Singles | 104 | [ 2 ] |
| Estados Unidos    | Pop Songs                      | 76  | [ 3 ] |